# 삼방역
삼방역(三防驛)은 조선민주주의인민공화국 강원도 세포군에 위치한 강원선의 역이다.

## 연혁
- 1931년 8월 1일: 삼방협역(三防峽驛)으로 영업 개시[1]
- 일자 불명: 삼방역으로 역명 변경